# 2. ŽNL Vukovarsko-srijemska 1999./2000.
Ovaj članak je podtema članka: 5. rang HNL-a 1999./2000.#2. ŽNL Vukovarsko-srijemska

U viši rang, odnosno 1. ŽNL Vukovarsko-srijemsku plasirali su se pobjednik NK Posavac Posavski Podgajci (u grupu "B") i drugoplasirana NK Mladost Cerić (u grupu "A"). Iz lige su u 3. ŽNL Vukovarsko-srijemsku ispali NK Budućnost Šiškovci i NK Lovas.

## Tablica
| Mj. | Klub                         | Sus. | Pob | Rem | Por | GR     | Bod | 2000./01.                             |
| --- | ---------------------------- | ---- | --- | --- | --- | ------ | --- | ------------------------------------- |
| 1.  | NK Posavac Posavski Podgajci | 30   | 20  | 5   | 5   | 73:27  | 65  | 1. ŽNL Vukovarsko-srijemska Grupa "B" |
| 2.  | NK Mladost Cerić             | 30   | 20  | 4   | 6   | 79:28  | 64  | 1. ŽNL Vukovarsko-srijemska Grupa "A" |
| 3.  | NK Lipovac                   | 30   | 20  | 3   | 7   | 64:37  | 63  | 2. ŽNL Vukovarsko-srijemska           |
| 4.  | NK Sloga Novi Mikanovci      | 30   | 19  | 4   | 7   | 72:32  | 61  | 2. ŽNL Vukovarsko-srijemska           |
| 5.  | NK Borac Drenovci            | 30   | 18  | 4   | 8   | 72:36  | 58  | 2. ŽNL Vukovarsko-srijemska           |
| 6.  | NK Šarengrad                 | 30   | 16  | 5   | 9   | 60:49  | 53  | 2. ŽNL Vukovarsko-srijemska           |
| 7.  | NK Sloga Borovo              | 30   | 16  | 4   | 10  | 71:55  | 52  | 2. ŽNL Vukovarsko-srijemska           |
| 8.  | NK Slavonac Gradište         | 30   | 11  | 9   | 10  | 56:56  | 42  | 2. ŽNL Vukovarsko-srijemska           |
| 9.  | NK Petrovci                  | 30   | 12  | 4   | 14  | 65:73  | 40  | 2. ŽNL Vukovarsko-srijemska           |
| 10. | NK Sloga Račinovci           | 30   | 12  | 4   | 14  | 52:71  | 40  | 2. ŽNL Vukovarsko-srijemska           |
| 11. | NK Hajduk Bapska             | 30   | 10  | 2   | 18  | 64:69  | 32  | 2. ŽNL Vukovarsko-srijemska           |
| 12. | NK Bršadin                   | 30   | 8   | 3   | 19  | 42:60  | 27  | 2. ŽNL Vukovarsko-srijemska           |
| 13. | NK Zrinski Tordinci          | 30   | 8   | 2   | 20  | 47:86  | 26  | 2. ŽNL Vukovarsko-srijemska           |
| 14. | NK Hajduk Mirko Mirkovci     | 30   | 7   | 4   | 19  | 36:52  | 25  | 2. ŽNL Vukovarsko-srijemska           |
| 15. | NK Budućnost Šiškovci        | 30   | 6   | 7   | 17  | 41:76  | 25  | 3. ŽNL Vukovarsko-srijemska Grupa A   |
| 16. | NK Lovas                     | 30   | 4   | 2   | 24  | 29:116 | 14  | 3. ŽNL Vukovarsko-srijemska Grupa B   |